# Nassau Veterans Memorial Coliseum
El Nassau Veterans Memorial Coliseum (conocido como Nassau Coliseum o  NYCB Live ) es un estadio polideportivo situado en Uniondale, condado de Nassau, en la isla de Long Island (Estado de Nueva York, Estados Unidos), y a 31 km al este de la ciudad de Nueva York. Fue inaugurado en 1972 y ocupa 2,5 ha de una antigua base militar. El pabellón fue la sede del equipo de hockey de los New York Islanders de la NHL, desde 1972 hasta 2015.

## Historia
El estadio se inauguró el 11 de febrero de 1972 con un partido de baloncesto de la ABA entre los New York Nets y los Pittsburgh Condors. Los Nets disputaron sus partidos como locales hasta 1977, cuando estando ya en la NBA se trasladaron a Nueva Jersey.
Desde su apertura ha sido también la sede de los New York Islanders de la NHL de hockey sobre hielo. A lo largo de su historia ha albergado equipos de diferentes deportes como el fútbol indoor, fútbol americano o lacrosse. 
Fue la sede en 1983 del All-Star Game de la NHL en el cual Wayne Gretzky consiguió cuatro goles en el tercer periodo, siendo elegido MVP del partido. Albergó además, entre 1980 y 1984 la Stanley Cup, en las que los Islanders ganaron cuatro títulos de forma consecutiva.
El 25 de abril de 2015, el estadio organizó su último partido de los Islanders (el sexto partido en la primera ronda de la postemporada de la Copa Stanley contra los Washington Capitals). Los Islanders ganaron el partido 3-1 para forzar un séptimo partido. El gol final de los Islanders en el estadio fue anotado por Cal Clutterbuck con 53 segundos restantes en el tercer período. No obstante, los Islanders fue eliminado de la postemporada por los Capitals en el séptimo partido en Washington D. C.

## Actuaciones y conciertos
La gran mayoría de las estrellas internacionales de la música han pasado por el Coliseum. En 1976, David Bowie actuó dentro de su gira Station to Station Tour. Pink Floyd eligió el estadio para una de las dos únicas actuaciones en los Estados Unidos con el espectáculo The Wall Tour en el mes de febrero de 1980, años más tarde, en 1988, la banda volvería a tocar ahí, pero en la gira de A Momentary Lapse of Reason Tour, el cual quedó grabado y fue lanzado en vídeo con el nombre de Delicate Sound of Thunder.
Varias de las canciones incluidas en el álbum en directo Live/1975–85 de Bruce Springsteen se grabaron el en concierto que el cantante dio en año nuevo de 1980. Billy Joel tiene colgado del pabellón una banderola con su número retirado (a semejanza de los deportistas homenajeados) por la cantidad de conciertos con los que ha abarrotado el Coliseum a lo largo de su trayectoria.

## Galería

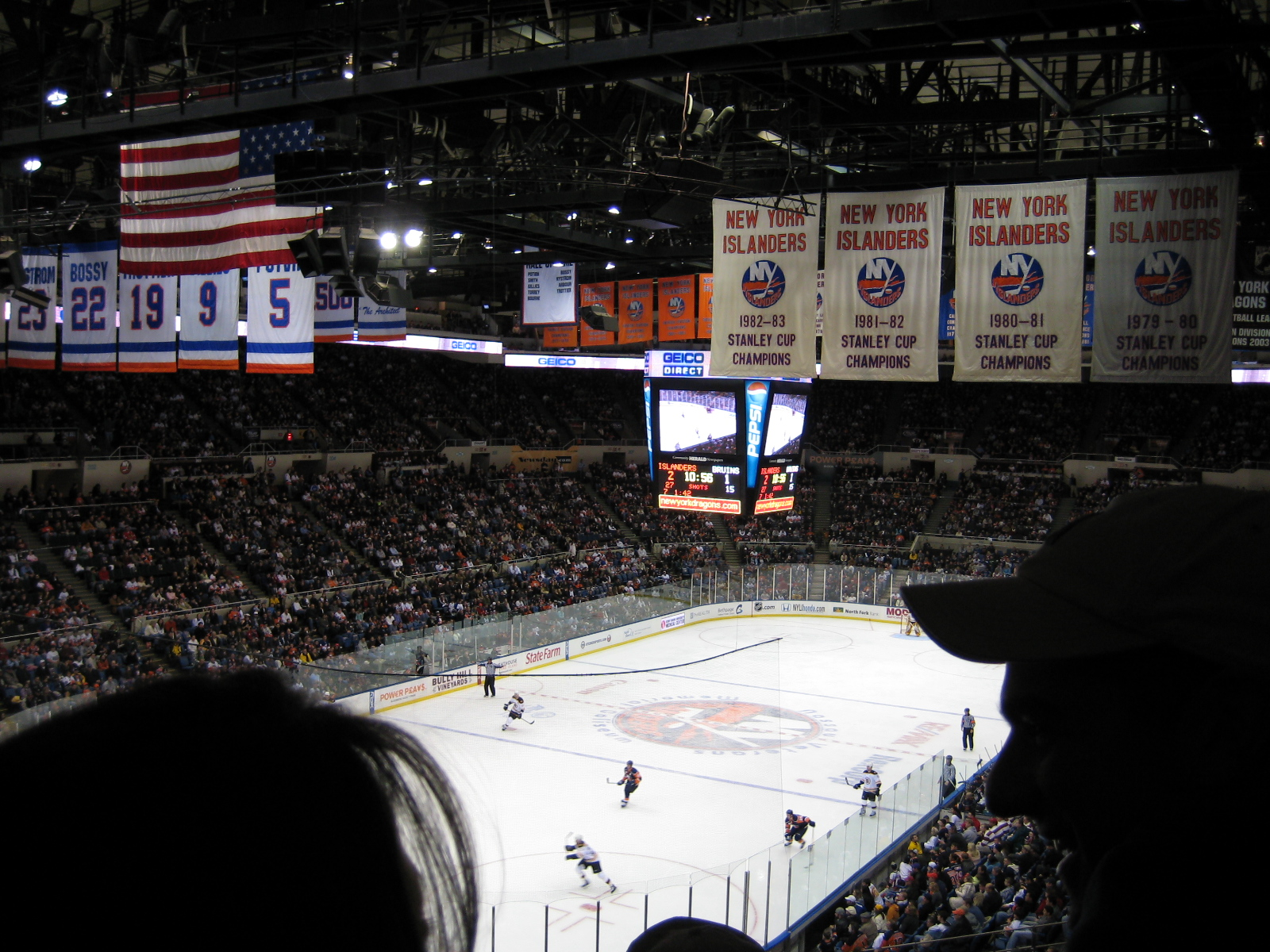
Interior del Coliseum durante un partido de hockey
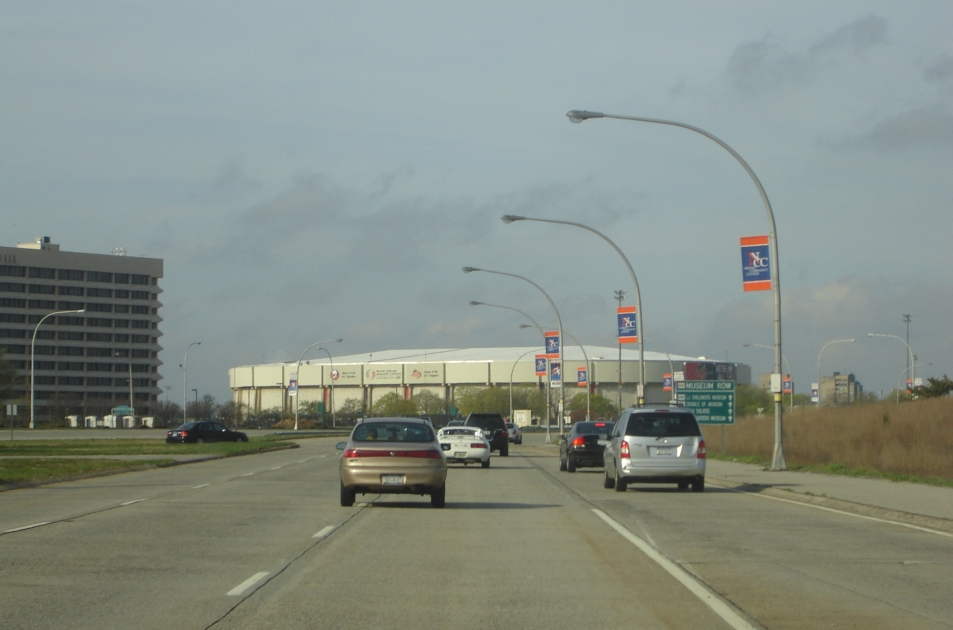
Vista desde Charles Lindberg Blvd
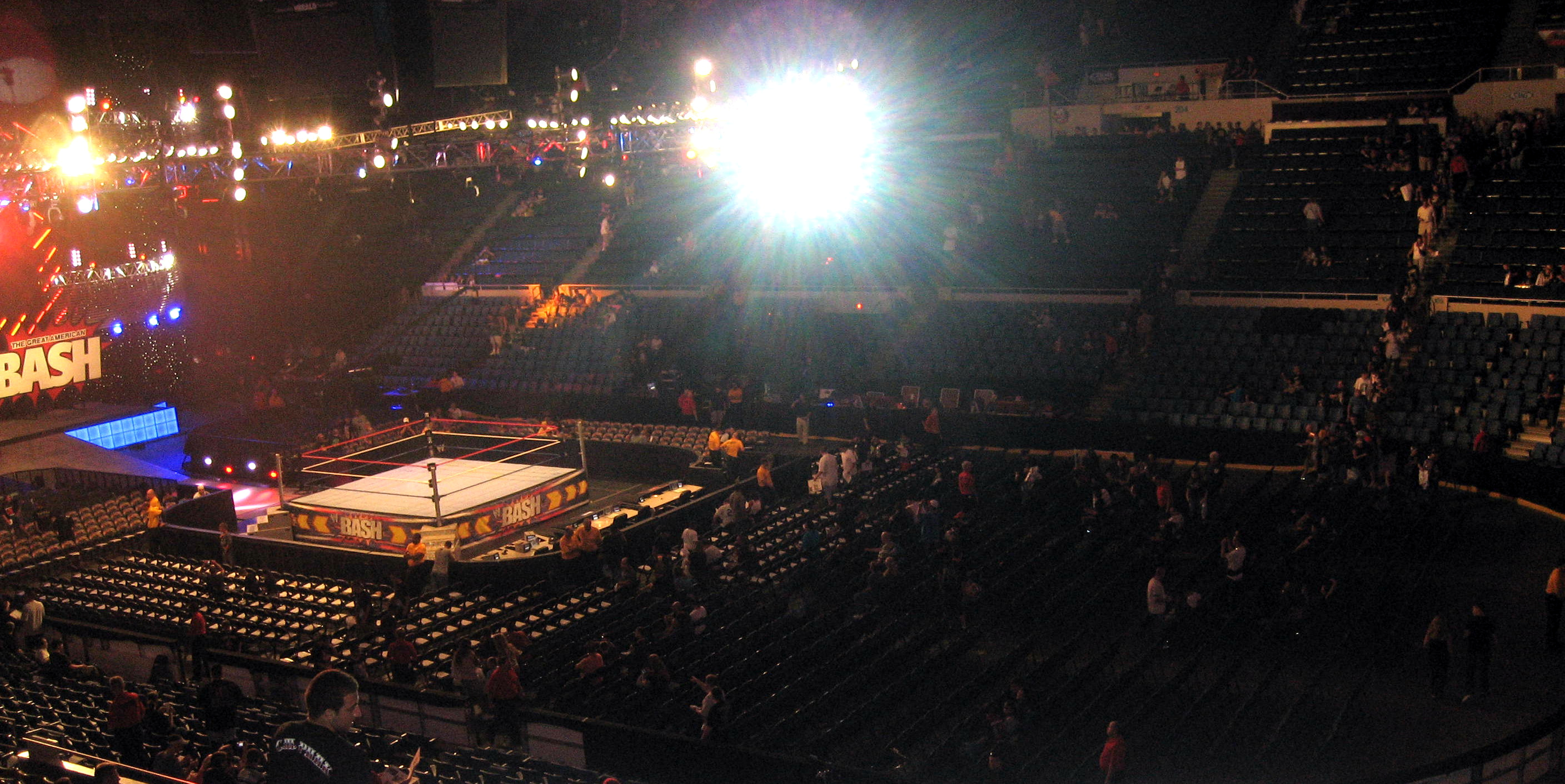
Interior del Coliseum antes del The Great American Bash (2008)
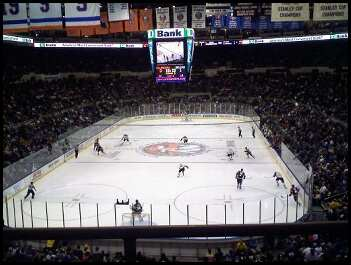
Partido de los Islanders
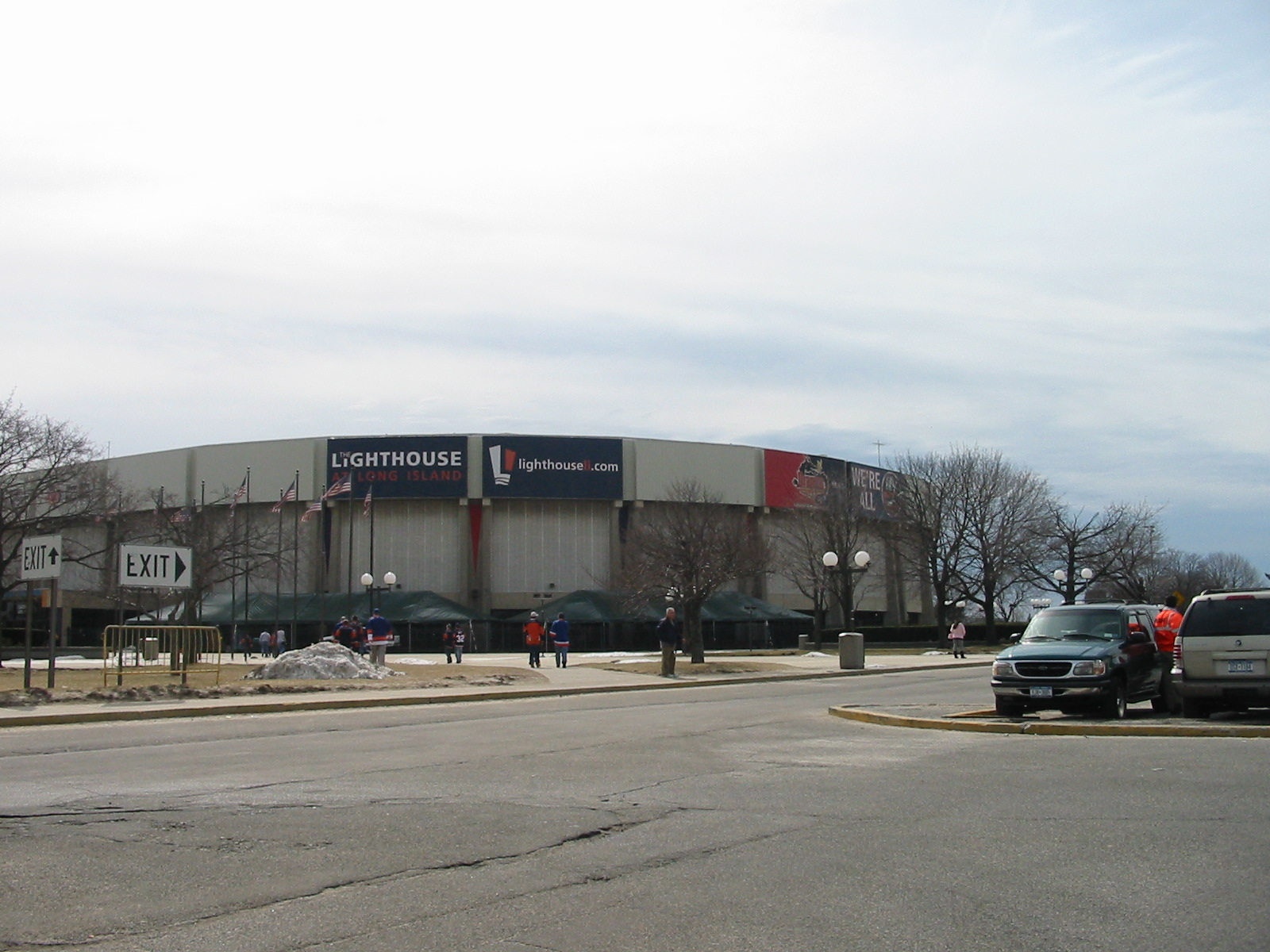
Una esquina del Coliseum
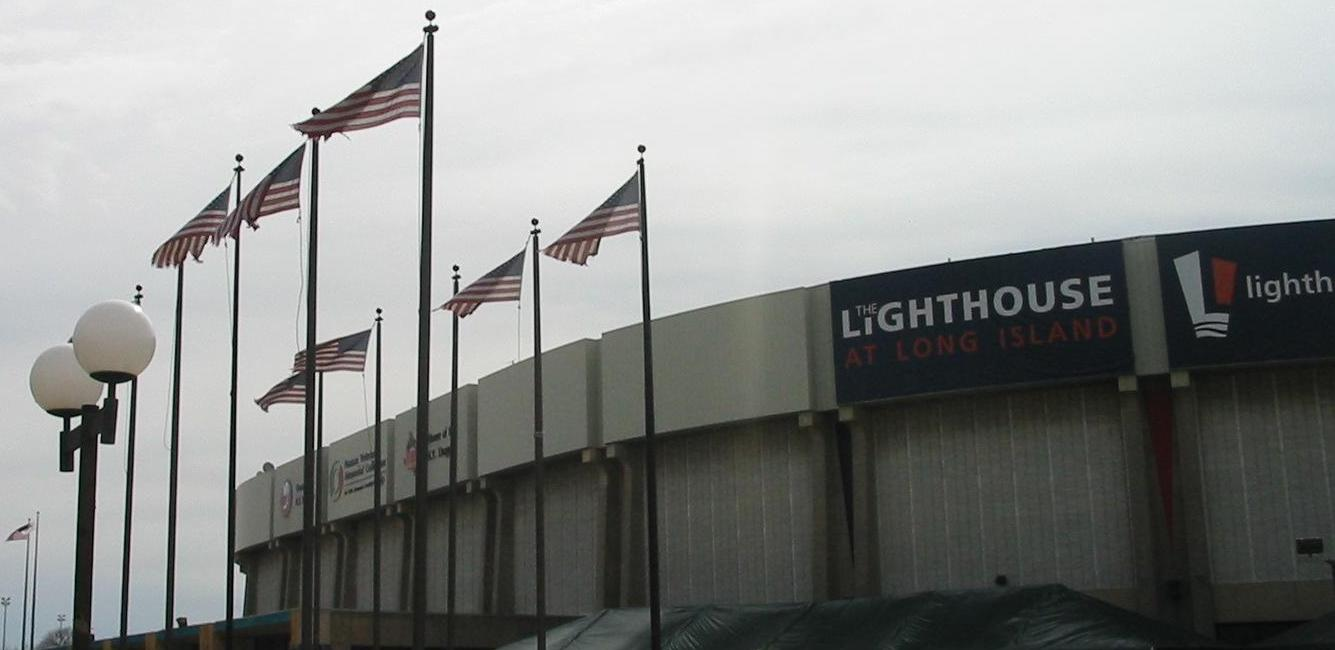
Vista del exterior del Coliseum
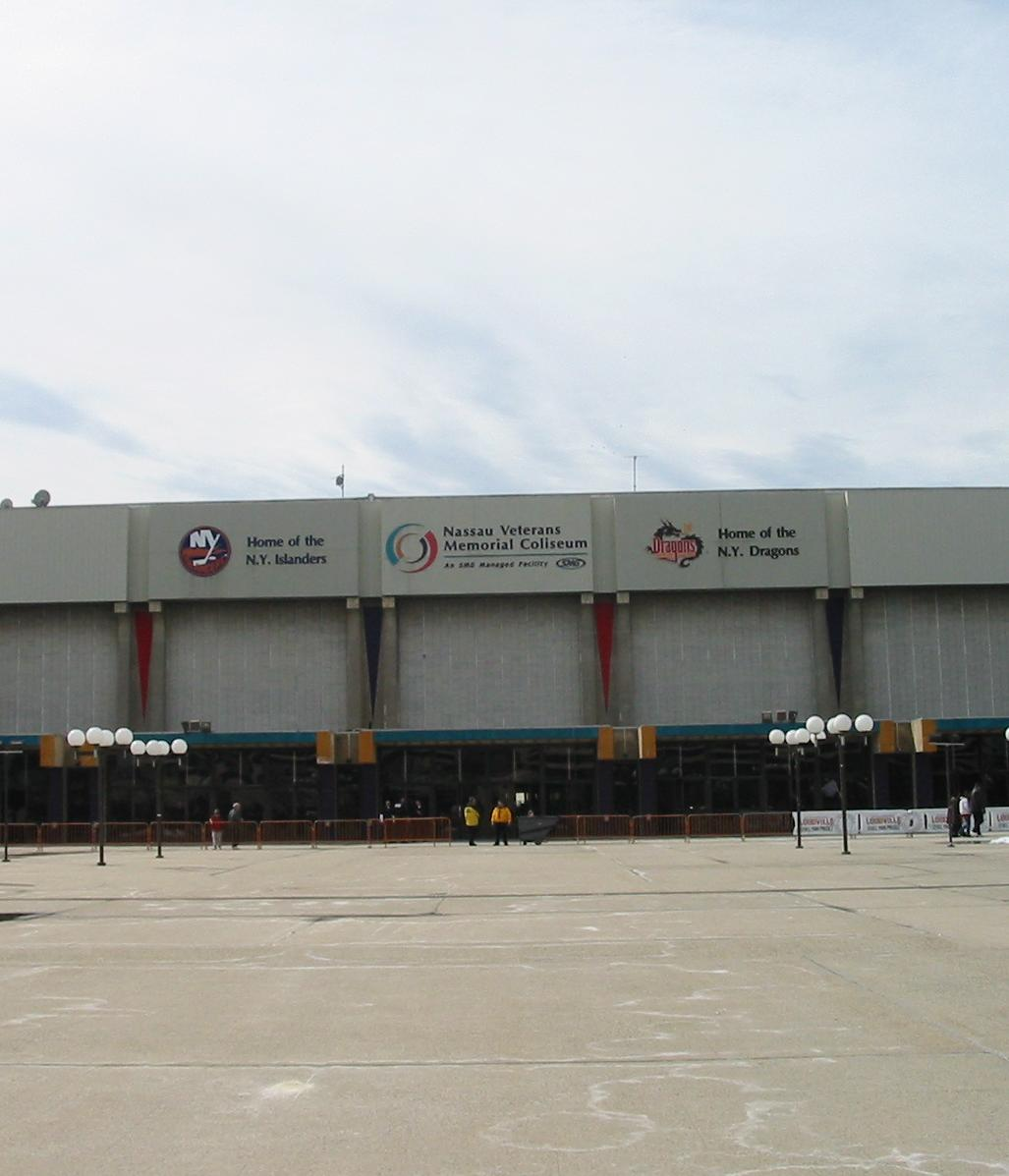
Vista lateral
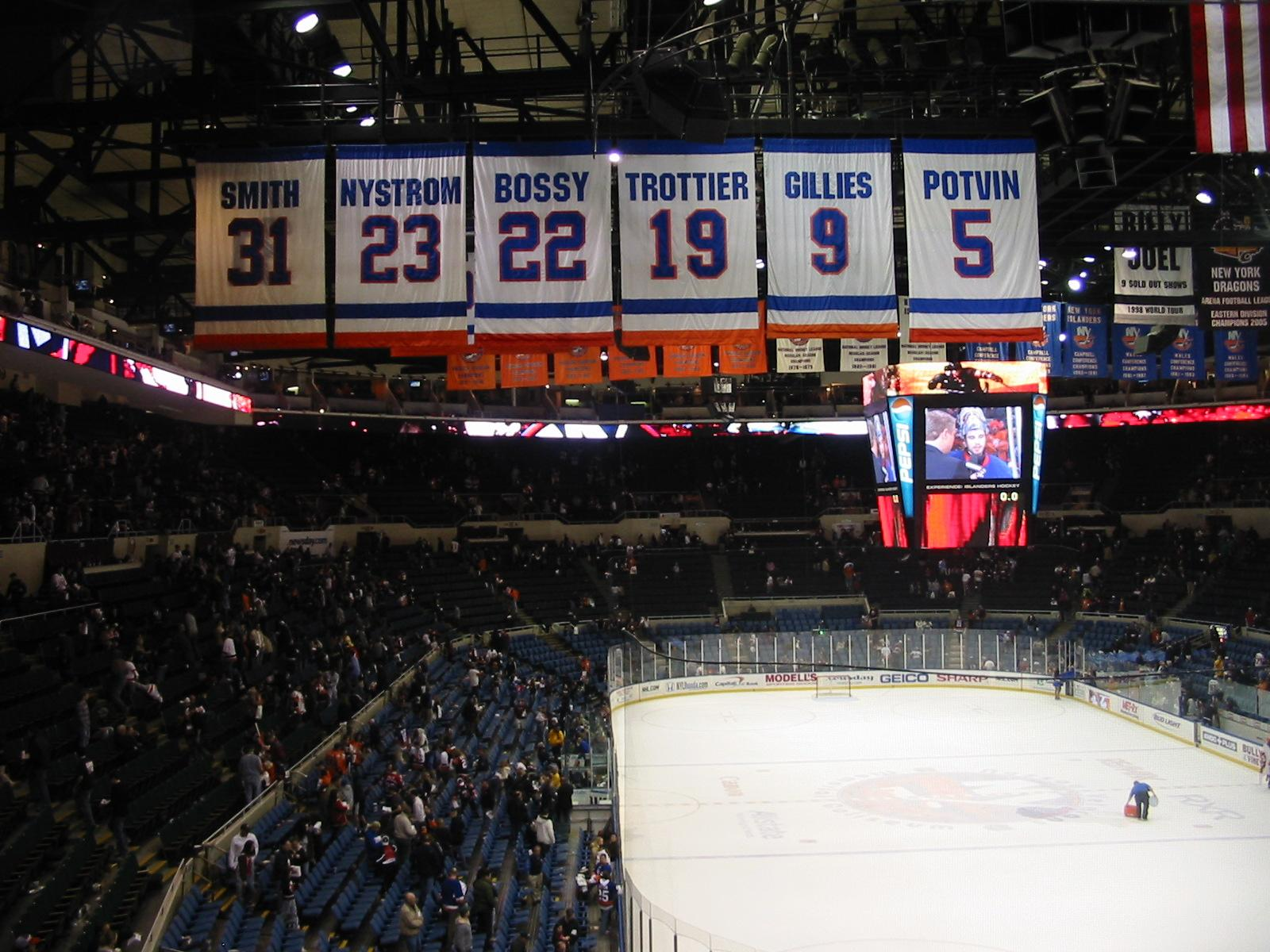
Números retirados por los New York Islanders